# Agrilus dingoides
Agrilus dingoides es una especie de insecto del género Agrilus, familia Buprestidae, orden Coleoptera.
Fue descrita científicamente por Curletti & Aberlanc, 2010.